# کنت تو
کِنِت تو  (به انگلیسی: Kenneth To؛ ۷ ژوئیهٔ ۱۹۹۲ – ۱۹ مارس ۲۰۱۹) شناگر استرالیایی-هنگ کنگی بود.
کنت تو در ۱۹ مارس ۲۰۱۹، در سن ۲۶ سالگی بر اثر ایست قلبی در گینزویل، فلوریدا، ایالات متحده آمریکا درگذشت.